# Municipio de San Miguel del Río
El municipio de San Miguel del Río es un municipio de 244 habitantes situado en el Distrito de Ixtlán, Oaxaca, México. Su cabecera es la localidad de San Miguel del Río.

## Demografía
En el municipio habitan 244 personas, de las cuales 46% hablan una lengua indígena. Tiene un índice de rezago social bajo.